# Frank Bramley

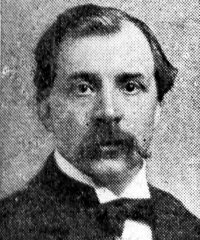
Frank Bramley

Frank Bramley (Lincoln, 6 mei 1857 — Chalford, 10 augustus 1915) was een Brits kunstschilder, die van 1873 tot 1878 studeerde aan de Lincoln School of Art. Van 1879 tot 1882 studeerde hij aan de Koninklijke Academie voor Schone Kunsten van Antwerpen.
Na een periode in Venetië (1882—1884) sloot Bramley zich aan bij de kunstenaarskolonie in Newlyn, waar hij verbleef tot 1895. In tegenstelling tot andere schilders uit de Newlyn School, die voornamelijk scènes uit het leven in Cornwall weergaven, was Bramley's interesse vooral gericht op het schilderen van interieurs, en dit met verschillende natuurlijke en artificiële lichteffecten.
Hij werd lid van de Royal Academy in 1911.

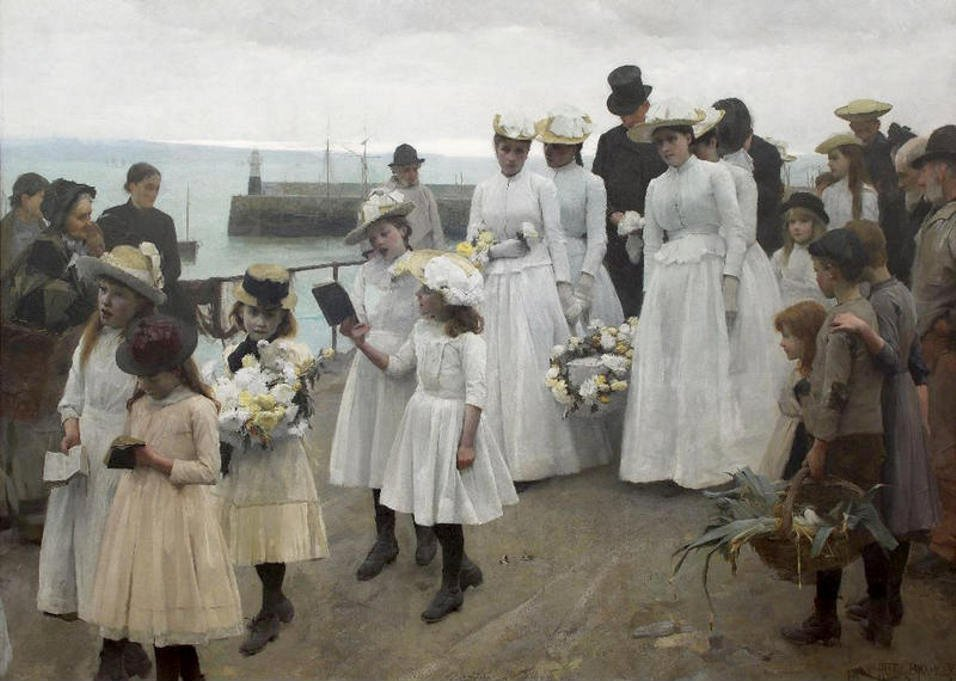
Kingdom of Heaven, 1891